# Bexley (Ohio)
Pour les articles homonymes, voir Bexley.
Bexley est une ville américaine faisant partie du comté de Franklin, dans l'État de l'Ohio. Sa population est de 13 057 habitants lors du recensement de 2010.

## Source
- (en) Cet article est partiellement ou en totalité issu de l’article de Wikipédia en anglais intitulé « Bexley, Ohio » (voir la liste des auteurs).